# Iglesia de San Cristóbal (Heredia)
La iglesia de San Cristóbal es un edificio situado en el concejo español de Heredia, en la provincia de Álava.

## Descripción
El edificio se encuentra en el concejo español de Heredia, del municipio de Barrundia, perteneciente a la provincia de Álava, en la comunidad autónoma del País Vasco. Se menciona como iglesia parroquial del lugar en el noveno volumen del Diccionario geográfico-estadístico-histórico de España y sus posesiones de Ultramar de Pascual Madoz, donde aparece descrita con las siguientes palabras: «igl. parr. (San Cristóbal), servida por 3 beneficiados perpetuos, de los cuales, uno obtiene título de cura». En el tomo de la Geografía general del País Vasco-Navarro dedicado a Álava y escrito por Vicente Vera y López, se dice lo siguiente: «Su parroquia, de categoría rural de primera, pertenece al arciprestazgo de Salvatierra y está dedicada á San Cristóbal».